# Homeless for the Holidays (ER)
Homeless for the Holidays is de tiende aflevering van het derde seizoen van de televisieserie ER, die voor het eerst werd uitgezonden op 19 december 1996.

## Verhaal
Dr. Greene en dr. Weaver zijn genoodzaakt om samen met een beleid te komen voor werknemers met hiv. Het personeel van de SEH horen hierover en de geruchten starten meteen met over wie het zou kunnen gaan. Om deze geruchten te stoppen verteld Boulet in het openbaar dat het over haar gaat. 
Dr. Ross krijgt bezoek van Charlie, zij brengt hem een baby die medische verzorging nodig heeft. Hij behandelt de baby en voelt zich genoodzaakt om de moeder van de baby aan te klagen voor verwaarlozing. Dit is tegen de zin van Charlie omdat zij bang is dat de moeder nu boos op haar wordt. Charlie woont bij moeder en is bang dat zij uit haar huis wordt gezet, wat nu ook gebeurt. Charlie heeft nu geen slaapplaats meer en besluit om dr. Ross op te zoeken bij zijn huis. Hij zit hier niet op te wachten en weigert haar op te nemen, hij neemt haar mee naar Hathaway en vraagt haar of Charlie een nacht bij haar kan blijven.
Hathaway viert kerstmis met haar familie en ervaart hoe een Oekraïense kerst gevierd wordt. Later krijgt zij bezoek van dr. Ross en Charlie, met de vraag of Charlie een nacht bij haar kan blijven.
Dr. Greene erft een straathond van een patiënt die overlijdt, hij besluit de hond cadeau te doen aan zijn dochter Rachel. Daar aangekomen komt hij erachter dat Rachel al een hond heeft gekregen van Craig, de nieuwe man van zijn ex-vrouw. Hierop besluit hij de hond zelf te houden.
Dr. Doyle krijgt een patiënte die mishandeld werd door haar man, zij haalt haar over om te vluchten voor haar man. 
Dr. Carter had met dr. Grant afgesproken om samen kerstavond door te brengen, hij moet dit afzeggen omdat hij liever kerstavond doorbrengt met dr. Keaton.
Dr. Benton weet dat dr. Keaton het ziekenhuis verlaat en heeft haar gevraagd om hem aan te bevelen bij haar opvolger, tot zijn teleurstelling weigert zij dit.

## Rolverdeling

### Hoofdrol
- Anthony Edwards - Dr. Mark Greene
- Yvonne Zima - Rachel Greene
- George Clooney - Dr. Doug Ross
- Noah Wyle - Dr. John Carter
- Eriq La Salle - Dr. Peter Benton
- Jorja Fox - Dr. Maggie Doyle
- Laura Innes - Dr. Kerry Weaver
- Omar Epps - Dr. Dennis Gant
- Glenne Headly - Dr. Abby Keaton
- John Aylward - Dr. Donald Anspaugh
- Gloria Reuben - Jeanie Boulet
- Michael Beach - Al Boulet
- Julianna Margulies - verpleegster Carol Hathaway
- Laura Cerón - verpleegster Chuny Marquez
- Yvette Freeman - verpleegster Haleh Adams
- Conni Marie Brazelton - verpleegster Connie Oligario
- Deezer D - verpleger Malik McGrath
- Abraham Benrubi - Jerry Markovic
- Kristin Minter - Randi Fronczak
- Emily Wagner - ambulancemedewerker Doris Pickman
- Lyn Alicia Henderson - ambulancemedewerker Pamela Olbes
- Montae Russell - ambulancemedewerker Dwight Zadro
- Charles Noland - E-Ray
- Lisa Nicole Carson - Carla Reese

### Gastrol
- Bruce Nozick - Craig Simon
- Christine Harnos - Jennifer Simon
- Gloria LeRoy - Beth Lang
- Eamonn Roche - Mr. Lang
- Tia Texada - Gloria Lopez
- Kirsten Dunst - Charlie Chiemingo
- Rose Gregorio - Helen Hathaway
- J.P. Stevenson - Miss Understood
- Kenneth Danziger - chauffeur

en vele andere